# Jan-Hendrik Jagla
Jan-Hendrik Jagla (Berlín, Alemania; 25 de junio de 1981) es un exbaloncestista alemán. Con 2.13 metros de estatura, jugaba en el puesto de ala-pivote.

## Trayectoria deportiva

### Universidad
Jugó durante tres temporadas con los Nittany Lions de la Universidad de Penn State, en las que promedió 10 puntos y 7 rebotes.

### Profesional
Jugó en  equipos como Türk Telekom B.K., de la primera división turca, en el DKV Joventut, de la Liga ACB española y en el equipo polaco Asseco Prokom.
En enero de 2011 vuelve a Turquía para jugar en las filas del Türk Telekom B.K..
En julio de 2011 firma con el Bayern Múnich de la Basketball Bundesliga.
En el verano de 2013 firma con el club de su ciudad, el ALBA Berlín de la Basketball Bundesliga. Un año más tarde, regresa al  Bayern Múnich de la Basketball Bundesliga, siendo este su último equipo como jugador profesional, ya que se retiraría con 34 años.